# Atractocerops parvus
Atractocerops parvus är en tvåvingeart som först beskrevs av Aldrich 1928.  Atractocerops parvus ingår i släktet Atractocerops och familjen parasitflugor. Inga underarter finns listade i Catalogue of Life.